# Peperomia cuprea
Peperomia cuprea är en pepparväxtart som beskrevs av William Trelease. Peperomia cuprea ingår i släktet peperomior, och familjen pepparväxter. Utöver nominatformen finns också underarten P. c. cordulifolia.